# プログレスMS-07
プログレスMS-07（ロシア語: Прогресс МC-07、ロシア製造番号437、NASAではプログレス68Pと呼称）は、国際宇宙ステーション（ISS）への補給のためにロスコスモスが打ち上げたプログレス補給船。

## 来歴
プログレスMSはプログレスMをもとに航法装置を強化した無人輸送機。この強化されたバリエーションは2015年12月21日に初めて打ち上げられた。このバージョンでは以下の強化が施されている：
- 人工衛星を展開可能な新しい外部コンパートメント。それぞれのコンパートメントは4個までの発射コンテナーを搭載することができる。プログレスMS-03で初めて搭載された。
- ドッキングおよび密閉機構の電気モーターの予備システムの追加による強化された冗長性
- 貨物コンパートメントへのパネル追加による微小隕石防護力の増強
- ロシアのルーチ中継衛星とのリンク機能によって、地上局の視野外でもテレメトリーと制御が可能に
- 地上局による軌道決定の必要なしに状況ベクトルおよび軌道パラメーターの決定を可能にするGNSS自律航法
- 宇宙ステーションとの直接無線データ交換機能によるリアルタイムの相対ナヴィゲーション
- ドッキング操作のための強化されたTV視野を可能にする新しいディジタル無線システム
- 統合コマンド・テレメトリー・システム（UCTS）によるウクライナ製のChezara Kvant-V無線システムおよびアンテナ・フィーダー・システムの置き換え
- クルスAからクルスNAディジタル・システムへの置き換え

## 打ち上げ
2日間の遅延の後に、プログレスMS-07は2017年10月14日 08:46:53 UTCに打ち上げられた。宇宙船は2017年10月16日 11:04:07 UTCに宇宙ステーションにドッキングした。プログレスMS-07はバイコヌール宇宙基地31/6番射点から、ソユーズ2.1aロケットを使用して打ち上げられた。

## ドッキング
プログレスMS-07はピアース・モジュールの後方側ポートにドッキングした。この飛行では打ち上げが遅延したことから新しい2軌道交差プロファイルが初めて使用された。

## 貨物
プログレスMS-07宇宙船は、国際宇宙ステーションの6名のクルーのために2,549 kgの貨物を輸送した。
国際宇宙ステーションへの貨物の内訳は以下の通り：
- 与圧貨物：1,382 kg
- 燃料：700 kg（ズヴェズダ機械船用）
- 酸素：23 kg
- 空気：24 kg
- 水：420 kg

## 宇宙遊泳
プログレスがステーションに到着すると、第53次長期滞在のコマンダーのランドルフ・ブレスニクとフライトエンジニアのジョセフ・アカバが宇宙遊泳の準備を始め、2017年10月20日にステーション複合体の外部でさまざまな補修作業を行った。これらの作業としては、カナダ製ロボットのデクスターのヒューズ交換、船外カメラおよび照明の交換および、その後の再配置に備えて2基の予備機の断熱材の取り外しなどが行われた。

## ドッキング解除と投棄
プログレスMS-07は2018年3月28日 13:50:30 UTCにピアースから離脱した。この宇宙機では2018年4月26日まで実験が継続された。